# 红山街道 (建平县)
红山街道，是中华人民共和国辽宁省朝阳市建平县下辖的一个乡镇级行政单位。

## 行政区划
红山街道下辖以下地区：
爱华社区、黎明社区、永康社区、新世纪社区、水源社区、红山社区、北山社区、利民社区、蒙西营子村、勿素台沟村和西街村。